# Snefru
Snefru (Hor Nebmaat; ... – 2609 a.C.) è stato un faraone appartenente alla IV dinastia egizia.

## Biografia

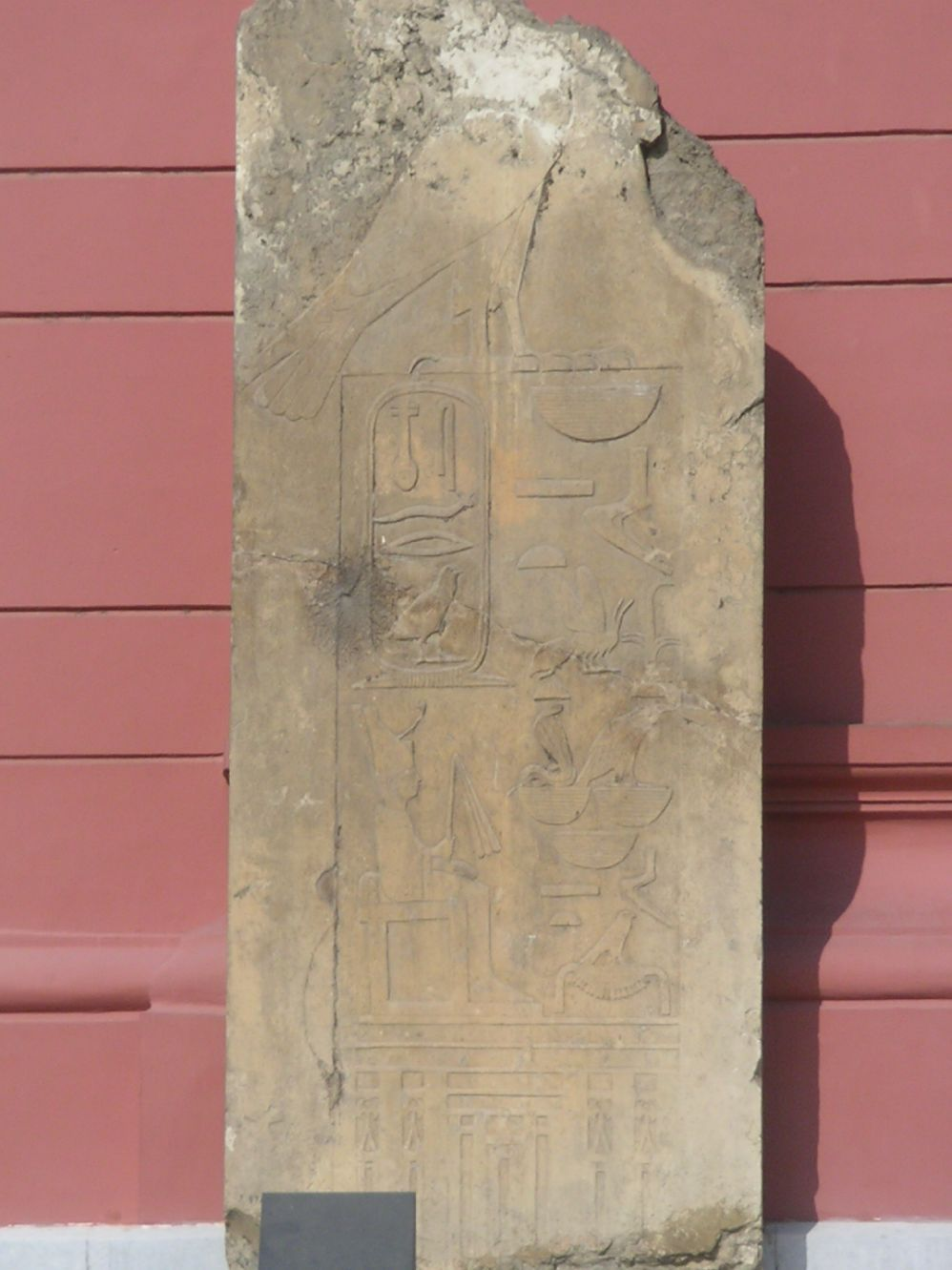
Stele con la completa titolatura di Snefru. Museo egizio del Cairo

Figlio di Huni (l'ultimo sovrano della III dinastia egizia) e della sposa secondaria Meresankh, Snefru rafforzò il suo diritto alla successione sposando la sorellastra Hetep-heres.
Del suo regno (durato 24 o 29 anni a seconda delle fonti) la Pietra di Palermo riporta due campagne militari vittoriose, una contro i Nubiani, dai quali razziò 7000 prigionieri e 200 000 capi di bestiame e l'altra contro le tribù libiche (indicate come Tieḥnyu) a cui strappò un grande bottino.
Inoltre marciò contro la regione del Sinai, conquistandola e ricavandone così grandi quantità di turchese.
Sempre la Pietra di Palermo cita anche l'arrivo di un convoglio da Biblo, composto da quaranta navi cariche di legno di cedro.
A questo sovrano vengono attribuite entrambe le piramidi di Dahshur, nei pressi di Saqqara, chiamate Snefru appare nella gloria del sud e Snefru appare in gloria.
Di controversa attribuzione rimane la piramide di Meidum, a volte considerata una delle "tre" piramidi di Snefru. Secondo un'ipotesi abbastanza accreditata fu Huni il titolare della tomba di Meidum, mentre Snefru ne curò la trasformazione – riuscita solo in parte – dal modello iniziale a gradoni in piramide a facce piane.

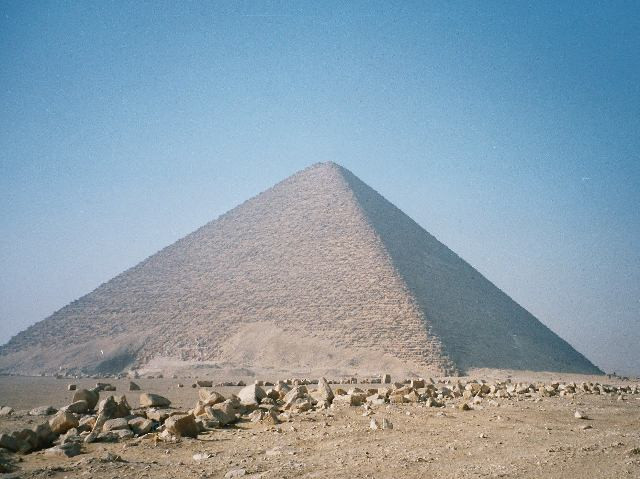
Piramide rossa di Dahshur

Durante il suo regno compare per la prima volta il cartiglio, l'ovale che racchiude il praenomen del sovrano nesut-biti.
Un esempio lo troviamo in un'iscrizione al Wadi Maghara
| M23 · X1 | L2 · X1 | G16 | V30 | U1 | Aa11 · X1 | G8 | S29 | F35 | D21 | G43 |

| M23 · X1 | L2 · X1 | G16 | V30 | U1 | Aa11 · X1 | G8 | S29 | F35 | D21 | G43 |

| M23 · X1 | L2 · X1 | G16 | V30 | U1 | Aa11 · X1 | G8 | S29 | F35 | D21 | G43 |

| M23 · X1 | L2 · X1 | G16 | V30 | U1 | Aa11 · X1 | G8 | S29 | F35 | D21 | G43 |

Traslitterazione: nsw-bity nbty : nb-m3ˁt ; ḥr nbw : Snfrw

## Liste reali
| s | nfr | w |

| s | nfr | w |

| s | nfr | w |

| s | nfr | w |

| s | nfr | w |

| s | nfr | w |

| s | nfr | w |

| s | nfr | w |

| s | nfr | f · r | w |

| s | nfr | f · r | w |

| s | nfr | f · r | w |

| s | nfr | f · r | w |

| s | nfr | f · r | w |

| s | nfr | f · r | w |

| s | nfr | f · r | w |

| s | nfr | f · r | w |

| s | nfr | f · r |

| s | nfr | f · r |

| s | nfr | f · r |

| s | nfr | f · r |

| s | nfr | f · r |

| s | nfr | f · r |

| s | nfr | f · r |

| s | nfr | f · r |

| s | nfr | r | w |

| s | nfr | r | w |

| s | nfr | r | w |

| s | nfr | r | w |

| s | nfr | r | w |

| s | nfr | r | w |

| s | nfr | r | w |

| s | nfr | r | w |

## Titolatura
| G5 |

| G5 |

| V30 | U1 | Aa11 · X1 |

| V30 | U1 | Aa11 · X1 |

| V30 | U1 | Aa11 · X1 |

| V30 | U1 | Aa11 · X1 |

| V30 | U1 | Aa11 · X1 |

| V30 | U1 | Aa11 · X1 |

| V30 | U1 | Aa11 · X1 |

| V30 | U1 | Aa11 · X1 |

| G16 |

| G16 |

| V30 | U1 | Aa11 · X1 |

| V30 | U1 | Aa11 · X1 |

| G8 |

| G8 |

| G8 |

| G8 |

| M23 · X1 | L2 · X1 |

| M23 · X1 | L2 · X1 |

| s | F35 | I9 · D21 | G43 |

| s | F35 | I9 · D21 | G43 |

| s | F35 | I9 · D21 | G43 |

| s | F35 | I9 · D21 | G43 |

| s | F35 | I9 · D21 | G43 |

| s | F35 | I9 · D21 | G43 |

| s | F35 | I9 · D21 | G43 |

| s | F35 | I9 · D21 | G43 |

| G39 | N5 |

| G39 | N5 |

|                   | \| \| \| Non ancora in uso \| \| \| |
|                   |                                     |
| Non ancora in uso |                                     |
|                   |                                     |

|                   |
| Non ancora in uso |
|                   |

In base al cartiglio di Wadi Maghara la titolatura risulterebbe essere invece:
| G5 |

| G5 |

| V30 | U1 | Aa11 · X1 |

| V30 | U1 | Aa11 · X1 |

| V30 | U1 | Aa11 · X1 |

| V30 | U1 | Aa11 · X1 |

| V30 | U1 | Aa11 · X1 |

| V30 | U1 | Aa11 · X1 |

| V30 | U1 | Aa11 · X1 |

| V30 | U1 | Aa11 · X1 |

| G16 |

| G16 |

| V30 | U1 | Aa11 · X1 |

| V30 | U1 | Aa11 · X1 |

| G8 |

| G8 |

| S29 | F35 | D21 | G43 |

| S29 | F35 | D21 | G43 |

| M23 · X1 | L2 · X1 |

| M23 · X1 | L2 · X1 |

| V30 | U1 | Aa11 · X1 |

| V30 | U1 | Aa11 · X1 |

| V30 | U1 | Aa11 · X1 |

| V30 | U1 | Aa11 · X1 |

| V30 | U1 | Aa11 · X1 |

| V30 | U1 | Aa11 · X1 |

| V30 | U1 | Aa11 · X1 |

| V30 | U1 | Aa11 · X1 |

| G39 | N5 |

| G39 | N5 |

|                   | \| \| \| Non ancora in uso \| \| \| |
|                   |                                     |
| Non ancora in uso |                                     |
|                   |                                     |

|                   |
| Non ancora in uso |
|                   |

| Autore        | Anni di regno         |
| ------------- | --------------------- |
| von Beckerath | 2614 a.C. - 2579 a.C. |
| Malek         | 2573 a.C.- 2549 a.C.  |